# Wasserturm Wartberg

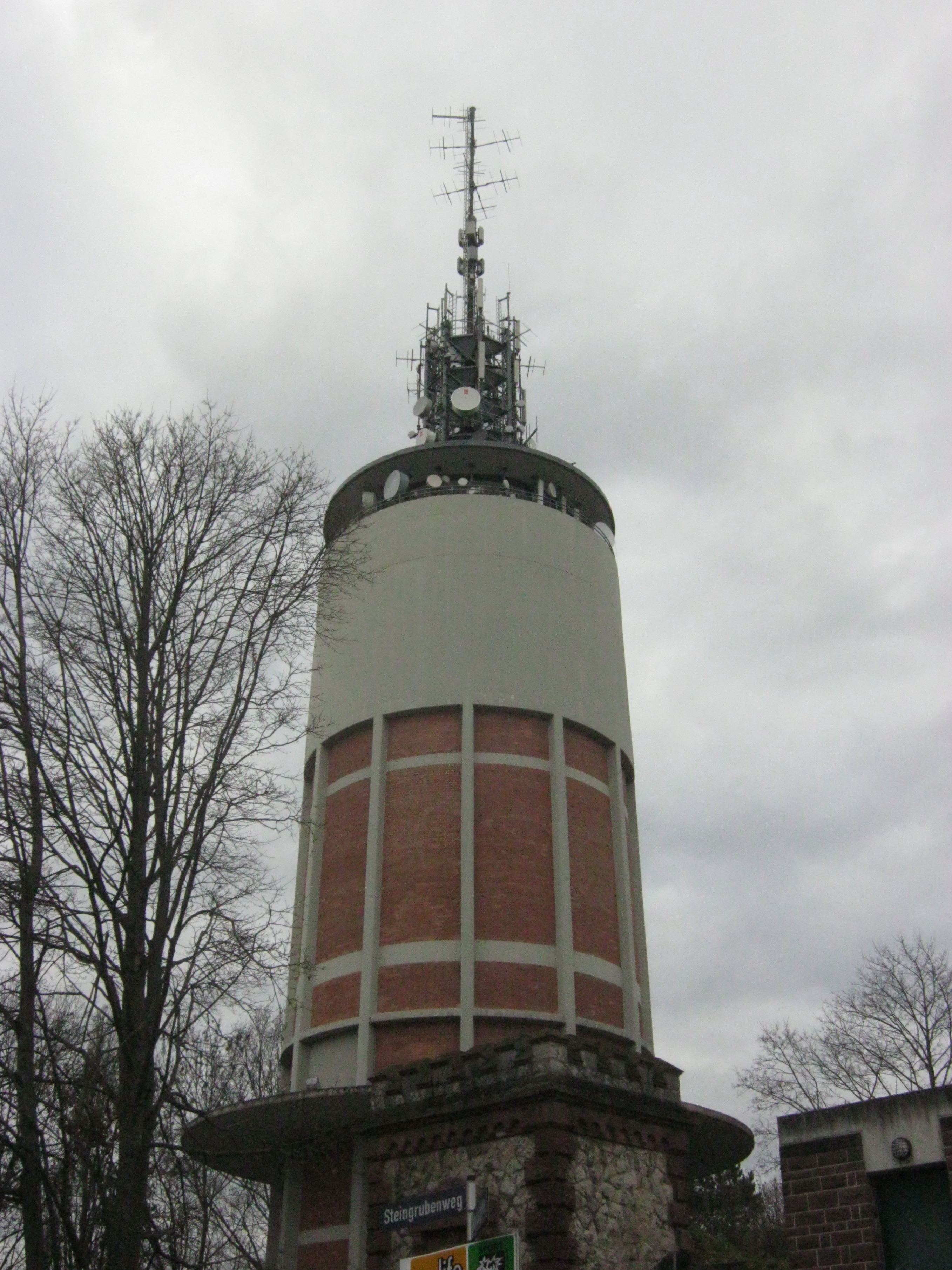
Wasserturm Wartberg

Der Wasserturm Wartberg ist ein im Norden von Pforzheim befindlicher, ohne Antenne 39 Meter hoher Wasserturm mit einem Behälter mit einem Fassungsvermögen von 350 Kubikmetern. Der Wasserturm Wartberg wurde 1954 errichtet und dient auch zur Verbreitung mehrerer Rundfunkprogramme auf UKW und als Träger von 
Mobilfunk-Sendemasten.

## Südwestrundfunk
| Frequenz (MHz) | Programm               | RDS PS   | RDS PI | Regionalisierung | ERP (kW) | Antennendiagramm rund (ND)/gerichtet (D) | Polarisation horizontal (H)/vertikal (V) |
| -------------- | ---------------------- | -------- | ------ | ---------------- | -------- | ---------------------------------------- | ---------------------------------------- |
| 87,6           | SWR4 Baden-Württemberg | SWR4_KA_ | D804   | Baden-Radio      | 0,5      | ND                                       | H                                        |
| 99,3           | SWR3                   | __SWR3__ | D3A3   | Baden/Kurpfalz   | 0,5      | ND                                       | H                                        |

## Media Broadcast
| Frequenz (MHz) | Programm       | RDS PS                     | RDS PI                | Regionalisierung | ERP (kW) | Antennendiagramm rund (ND)/gerichtet (D) | Polarisation horizontal (H)/vertikal (V) |
| -------------- | -------------- | -------------------------- | --------------------- | ---------------- | -------- | ---------------------------------------- | ---------------------------------------- |
| 91,4           | Die neue Welle | die_neue/_welle__/regional | D60C (regional), D30C | Pforzheim        | 0,5      | D (30°–240°, 290°–310°)                  | H                                        |
| 107,0          | Antenne 1      | ANTENNE1                   | D70A (regional), D30A | Pforzheim        | 1        | D (30°–240°)                             | H                                        |

SWR2 (88,1 MHz; 3,2 kW) und DASDING (97,4 MHz; 1 kW) werden vom Sendestandort Pforzheim-Arlinger ausgestrahlt. Die Programme SWR1 Baden-Württemberg und bigFM kommen vom Sender Langenbrand, von wo auch digitales terrestrisches Fernsehen ausgestrahlt wird.

## Analoges Fernsehen (PAL)

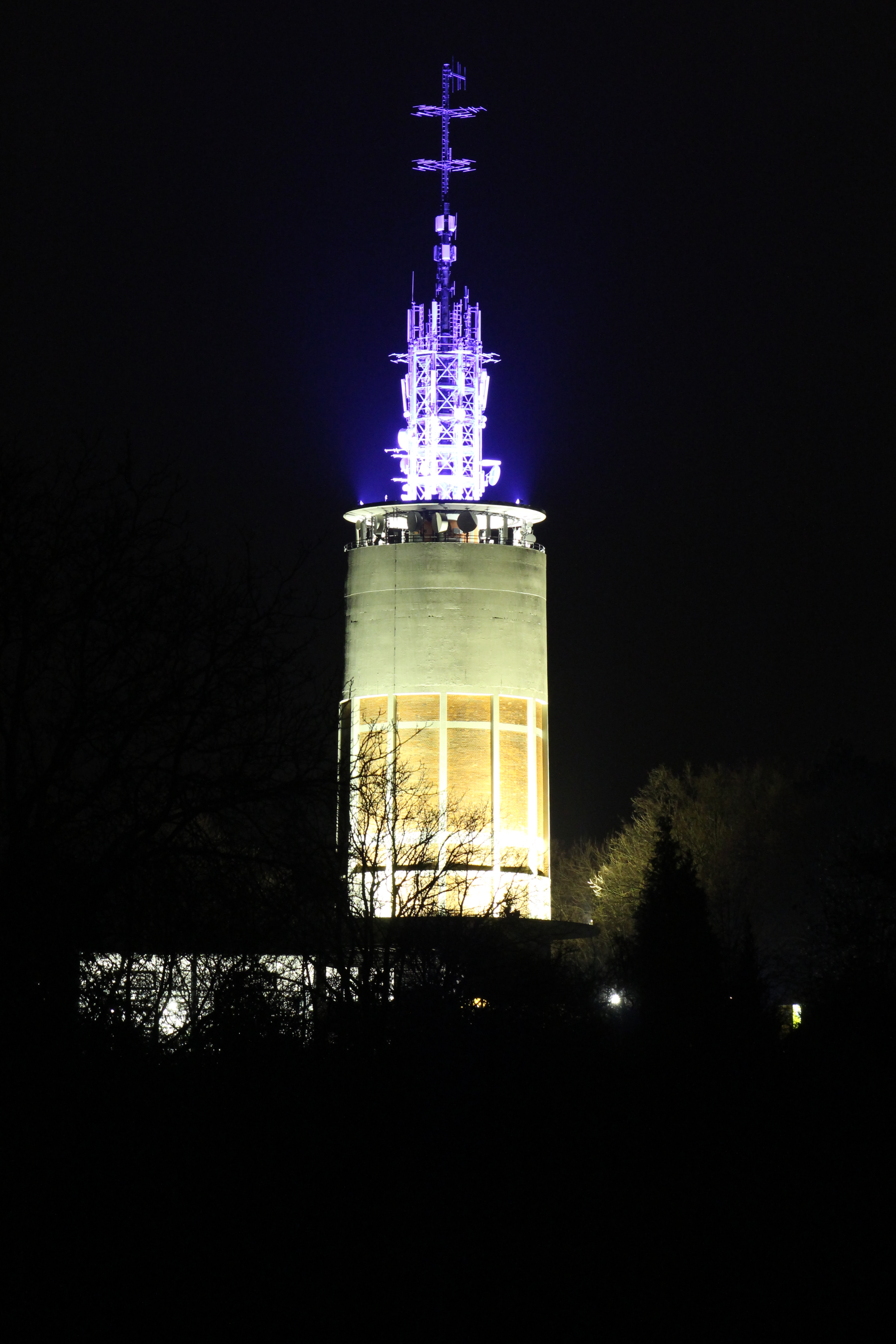
Wasserturm Wartberg bei Nacht

Vor der Umstellung auf DVB-T diente der Sendestandort weiterhin für analoges Fernsehen:
| Kanal | Frequenz (MHz) | Programm                          | ERP (kW) | Sendediagramm rund (ND)/ gerichtet (D) | Polarisation horizontal (H)/ vertikal (V) |
| ----- | -------------- | --------------------------------- | -------- | -------------------------------------- | ----------------------------------------- |
| 23    | 487,25         | B.TV                              | 0,13     | D                                      | H                                         |
| 35    | 583,25         | ZDF                               | 0,14     | D                                      | H                                         |
| 47    | 679,25         | SWR Fernsehen (Baden-Württemberg) | 0,14     | D                                      | H                                         |